# Mindaugas Sušinskas
Mindaugas Sušinskas (Alytus, 22 febbraio 1995) è un cestista lituano.